# Ka-135
Ka-135 – rosyjski dron rozpoznawczy w układzie śmigłowca ze śmigłami współosiowymi opracowany przez firmę Kamow. 

## Historia
Konstrukcja została opracowana w zakładzie Kamowa jako rozwinięcie koncepcji Ka-37. Jej publiczna prezentacja miała miejsce w 2009 r. na Międzynarodowej Wystawy Przemysłu Śmigłowcowego „HeliRussia 2009”. Jest to konstrukcja podwójnego zastosowania, została zaprojektowana do prowadzenia rozpoznania lotniczego zarówno do zastosowań wojskowych jak i cywilnych. Może być wykorzystywana do zadań patrolowych i obserwacyjnych, wykonywanie zdjęć lotniczych i mapowania terenu, a także do monitorowania i oceny skutków klęsk żywiołowych i katastrof.
Ka-135 może być używany również do poszukiwania załóg zaginionych statków i samolotów, jest w stanie przesłać do naziemnego stanowiska kontroli współrzędne odnalezionej lokalizacji czy celu. Dron jest elementem składowym systemy złożonego z kilku aparatów latających, punktu kontroli lotu, obsługi naziemnej oraz transportu. Dodatkowo może być wyposażony w sprzęt optyczno-elektroniczny pracujący w zakresie światła widzialnego czy podczerwieni. 